# Amphibelemnon namibiensis
Amphibelemnon namibiensis är en korallart som beskrevs av Lopez Gonzalez, Gili och Williams 2000. Amphibelemnon namibiensis ingår i släktet Amphibelemnon och familjen Veretillidae. Inga underarter finns listade i Catalogue of Life.